# نیو لنارک
نیو لنارک (به انگلیسی: New Lanark) یک روستا در بریتانیا است که در اسکاتلند واقع شده‌است. نیو لنارک ۲۰۰ نفر جمعیت دارد.